# Lucilia (zwierzę)
Lucilia – rodzaj muchówek z rodziny plujkowatych. Różne gatunki z tego rodzaju nazywane są "padlinówkami".

## Gatunki
Rodzaj: Lucilia Robineau-Desvoidy, 1830
- Lucilia adisoemartoi Kurahashi, 1988

- Lucilia aestuans Robineau-Desvoidy, 1863

- Lucilia affinis Robineau-Desvoidy, 1863

- Lucilia agilis Robineau-Desvoidy, 1863

- Lucilia albofasciata Macquart & Berthelot, 1839

- Lucilia ampullacea Villeneuve, 1922[1]

- Lucilia andrewsi Senior-White, 1940

- Lucilia angustifrons Ye, 1983

- Lucilia angustifrontata Ye, 1992

- Lucilia appendicifera Fan, 1965

- Lucilia arrogans Robineau-Desvoidy, 1863

- Lucilia arvensis Robineau-Desvoidy, 1863

- Lucilia aurata Robineau-Desvoidy, 1863

- Lucilia aureovultu Theowald, 1957

- Lucilia azurea Meigen, 1838

- Lucilia bazini Séguy, 1934

- Lucilia bismarckensis Kurahashi, 1987

- Lucilia bufonivora Moniez, 1876 – mucha ropuszanka

- Lucilia caerulea Robineau-Desvoidy, 1863

- Lucilia caesar (Linnaeus, 1758) – padlinówka cesarska

- Lucilia caesia Robineau-Desvoidy, 1863

- Lucilia calviceps Bezzi, 1927

- Lucilia carbunculus Robineau-Desvoidy, 1863

- Lucilia chini Fan, 1965

- Lucilia chrysella Robineau-Desvoidy, 1863

- Lucilia chrysigastris Robineau-Desvoidy, 1863

- Lucilia chrysis Robineau-Desvoidy, 1863

- Lucilia cluvia Walker, 1849

- Lucilia coelestis Robineau-Desvoidy, 1863

- Lucilia coeruleifrons Macquart, 1851

- Lucilia coeruleiviridis Macquart, 1855

- Lucilia coeruliviridis Macquart, 1855

- Lucilia cuprea Robineau-Desvoidy, 1830

- Lucilia cuprina Wiedemann, 1830

- Lucilia cyanea Robineau-Desvoidy, 1863

- Lucilia cylindrica Robineau-Desvoidy, 1863

- Lucilia delicatula Robineau-Desvoidy, 1830

- Lucilia diffusa Robineau-Desvoidy, 1863

- Lucilia discolor Robineau-Desvoidy, 1863

- Lucilia dives Robineau-Desvoidy, 1863

- Lucilia elongata Shannon, 1924

- Lucilia eximia Wiedemann, 1819

- Lucilia facialis Robineau-Desvoidy, 1863

- Lucilia fastuosa Robineau-Desvoidy, 1863

- Lucilia fausta Robineau-Desvoidy, 1863

- Lucilia fernandica Macquart, 1855

- Lucilia fervida Robineau-Desvoidy, 1830

- Lucilia flamma Robineau-Desvoidy, 1863

- Lucilia flavidipennis Macquart, 1843

- Lucilia floralis Robineau-Desvoidy, 1863

- Lucilia fulgida Zetterstedt, 1845

- Lucilia fulvicornis Robineau-Desvoidy, 1863

- Lucilia fulvipes Loew, 1858

- Lucilia fulvocothurnata Brauer, 1899

- Lucilia fumicosta Malloch, 1926

- Lucilia fuscanipennis Macquart, 1851

- Lucilia fuscipalpis Zetterstedt, 1845[2]

- Lucilia gemma Robineau-Desvoidy, 1863

- Lucilia gemula Robineau-Desvoidy, 1863

- Lucilia germana Robineau-Desvoidy, 1830

- Lucilia graphita Shannon, 1926

- Lucilia gressitti James, 1971

- Lucilia hainanensis Fan, 1965

- Lucilia hirsutula Grunin, 1969

- Lucilia hominivorax Coquerel, 1858

- Lucilia hyacinthina Robineau-Desvoidy, 1830

- Lucilia illustris (Meigen), 1826[3]

- Lucilia incisuralis Macquart, 1843

- Lucilia inclyta Robineau-Desvoidy, 1863

- Lucilia indica Robineau-Desvoidy, 1830

- Lucilia ingenua Robineau-Desvoidy, 1863

- Lucilia insignis Robineau-Desvoidy, 1863

- Lucilia inventrix Walker, 1861

- Lucilia inventrix Walker, 1861

- Lucilia laetatoria Robineau-Desvoidy, 1863

- Lucilia laevis Robineau-Desvoidy, 1863

- Lucilia lepida Robineau-Desvoidy, 1863

- Lucilia libera Robineau-Desvoidy, 1863

- Lucilia ligurriens Wied.,

- Lucilia limbata Robineau-Desvoidy, 1863

- Lucilia limpidpennis Robineau-Desvoidy, 1830

- Lucilia littoralis Blanchard, 1937

- Lucilia luteicornis Jaennicke, 1867

- Lucilia magnicornis (Siebke, 1863)

- Lucilia magnifica Robineau-Desvoidy, 1863

- Lucilia maialis Robineau-Desvoidy, 1863

- Lucilia marginalis Robineau-Desvoidy, 1863

- Lucilia marginata Macquart, 1843

- Lucilia meigenii Schiner, 1862

- Lucilia mexicana Macquart, 1843

- Lucilia mirifica Robineau-Desvoidy, 1863

- Lucilia modesta Robineau-Desvoidy, 1830

- Lucilia modica Robineau-Desvoidy, 1863

- Lucilia nigriceps Macquart, 1843

- Lucilia nigrifrons Robineau-Desvoidy, 1863

- Lucilia nigrocoerulea Macquart, 1843[4]

- Lucilia nitidula Robineau-Desvoidy, 1863

- Lucilia nuptialis Robineau-Desvoidy, 1863

- Lucilia obscurella Robineau-Desvoidy, 1863

- Lucilia ovatrix Robineau-Desvoidy, 1863

- Lucilia pallescens Shannon, 1924

- Lucilia pallipes Robineau-Desvoidy, 1830

- Lucilia papuensis Macquart, 1843[5]

- Lucilia parphyrina Walker.,

- Lucilia peronii Robineau-Desvoidy, 1830

- Lucilia peruviana Robineau-Desvoidy, 1830

- Lucilia pilosiventris Kramer, 1910

- Lucilia pinguis Walker, 1858

- Lucilia porphyrina Walker, 1856

- Lucilia prasina Robineau-Desvoidy, 1863

- Lucilia pratensis Robineau-Desvoidy, 1863

- Lucilia pretiosa Robineau-Desvoidy, 1863

- Lucilia princeps Róndani, 1848

- Lucilia problematica Johnson, 1913

- Lucilia pubescens Robineau-Desvoidy, 1830

- Lucilia purpurea Robineau-Desvoidy, 1863

- Lucilia purpurescens Walker, 1836

- Lucilia pyropus Robineau-Desvoidy, 1863

- Lucilia rectinevris Macquart, 1855

- Lucilia regalis Meigen, 1826

- Lucilia rhodocera

- Lucilia richardsi Collin, 1926

- Lucilia rostrellum Robineau-Desvoidy, 1830

- Lucilia rufifacies Macquart, 1843

- Lucilia salazarae Kurahashi, 1979

- Lucilia sapphirea Robineau-Desvoidy, 1830

- Lucilia scintilla Robineau-Desvoidy, 1863

- Lucilia scutellaris Robineau-Desvoidy, 1863

- Lucilia sericata Meigen, 1826 – mucha zielona

- Lucilia shansiensis Fan, 1965

- Lucilia shenyangensis Fan, 1965

- Lucilia silvarum Meigen, 1826

- Lucilia sinensis Aubertin, 1933

- Lucilia snyderi James, 1962

- Lucilia socialis Robineau-Desvoidy, 1863

- Lucilia solers Robineau-Desvoidy, 1863

- Lucilia soror Robineau-Desvoidy, 1830

- Lucilia spectabilis Robineau-Desvoidy, 1863

- Lucilia spekei Jaennicke, 1867

- Lucilia spinicosta Hough, 1898

- Lucilia sumptuosa Robineau-Desvoidy, 1863

- Lucilia taiwanica Kurahashi & Kano, 1995

- Lucilia taiyanensis Chu You-Shen, 1975

- Lucilia terraenovae Macquart, 1851

- Lucilia thatuna Shannon, 1926

- Lucilia timorensis Robineau-Desvoidy, 1830

- Lucilia tomentosa Robineau-Desvoidy, 1863

- Lucilia urens Robineau-Desvoidy, 1863

- Lucilia valida Robineau-Desvoidy, 1863

- Lucilia varipalpis Macquart, 1843

- Lucilia varipes Macquart, 1851

- Lucilia vernalis Robineau-Desvoidy, 1863

- Lucilia viatrix Robineau-Desvoidy, 1863

- Lucilia vicina Robineau-Desvoidy, 1830

- Lucilia violacea Gimmerthal, 1842

- Lucilia violacina Robineau-Desvoidy, 1863

- Lucilia virgo Robineau-Desvoidy, 1830

- Lucilia viridana Robineau-Desvoidy, 1863

- Lucilia viridescens Robineau-Desvoidy, 1830

- Lucilia viridifrons Macquart, 1843

- Lucilia viridis Robineau-Desvoidy, 1863